# Британский национализм
Британский национализм - идеология, утверждающая тезис о "британской нации", согласно которому все британцы представляют собой единую связанную нацию и способствующая культурному развитию британцев. Является гражданским национализмом.
Согласно данной идеологии, в состав британской нации входят англичане, шотландцы, валлийцы и североирландцы.
Британский национализм тесно связан с движением британского юнионизма, выступая его идеологической опорой.

## Британская нация
Британские националисты утверждают, что свои истоки британская национальная идентичность берёт от кельтов Великобритании (бриттов).
В состав британской нации иногда зачисляют и народ острова Ирландия в целом, основываясь на Законе о короне Ирландии 1542 года, согласно которому монархи Англии считались и правителями Ирландии.

## Британские националистические партии
- Британия превыше всего
- Британская национальная партия
- Демократическая юнионистская партия